# Детлеф Міхель
Детлеф Міхель (нім. Detlef Michel; нар. 13 жовтня 1955) — німецький легкоатлет, який спеціалізувався на метанні списа.
На міжнародних змаганнях до возз'єднання Німеччини представляв НДР.

## Спортивні досягнення
Дворазовий учасник олімпійських змагань з метання списа (1980, 1988) — обидва рази не вдалось подолати кваліфікаційний раунд.
Чемпіон світу з метання списа (1983).
Посів 2-е місце у змаганнях з метання списа на Кубку світу (1981).
Срібний (1986) та бронзовий (1982) призер змагань з метання списа на чемпіонатах Європи. Фіналіст (4-е місце) змагань з метання списа на чемпіонаті Європи (1978).
Дворазовий переможець змагань з метання списа на Кубках Європи (1981, 1983).
Семиразовий чемпіон НДР з метання списа (1975, 1979, 1980, 1982, 1983, 1986, 1987).
Ексрекордсмен Європи з метання списа — 96,72 (1983).

## Визнання
- Срібний орден «За заслуги перед Вітчизною» (1984)